# Birthana pulchella
Birthana pulchella är en fjärilsart som beskrevs av Schulze 1910. Birthana pulchella ingår i släktet Birthana och familjen Immidae. Inga underarter finns listade i Catalogue of Life.